# Prêmios Haimo
Prêmios Haimo (em inglês:  Deborah and Franklin Tepper Haimo Awards for Distinguished College or University Teaching of Mathematics) são prêmios concedidos pela Mathematical Association of America (MAA) em reconhecimento a professores de colégio ou universidade "who have been widely recognized as extraordinarily successful and whose teaching effectiveness has been shown to have had influence beyond their own institutions." Foram estabelecidos em 1993 por Deborah Tepper Haimo e nomeados em sua memória e de seu marido Franklin Haimo. Após o primeiro ano do prêmio (quando sete prêmios foram concedidos) até três prêmios são concedidos a cada ano.   

## Recipientes
São recipientes do prêmio:
- 1993: Joseph Gallian, Robert V. Hogg, Anne Lester Hudson, Frank Morgan, V. Frederick Rickey, Doris Schattschneider e Philip D. Straffin Jr.
- 1994: Paul Halmos, Justin Jesse Price e Alan Tucker
- 1995: Robert Devaney, Lisa Mantini e David Sheldon Moore
- 1996: Thomas Banchoff, Edward M. Landesman e Herbert Wilf
- 1997: Carl C. Cowen, Carl Pomerance e T. Christine Stevens
- 1998: Colin Adams, Rhonda Hatcher e Rhonda Hughes
- 1999: Joel Brawley, Robert W. Case e Joan Hutchinson
- 2000: Arthur T. Benjamin, Donald S. Passman e Gary W. Towsley
- 2001: Edward Burger, Evelyn Silvia e Leonard F. Klosinki
- 2002: Dennis DeTurck, Paul Sally e Edward Spitznagel Jr.
- 2003: Judith Grabiner, Ranjan Roy e Paul Andrew Zeitz
- 2004: Thomas Garrity, Andy Liu e Olympia Nicodemi
- 2005: Gerald L. Alexanderson, Aparna Higgins e Deborah Hughes Hallett
- 2006: Jacqueline Dewar, Keith Stroyan e Judy L. Walker
- 2007: Jennifer Quinn, Michael Starbird e Gilbert Strang
- 2008: Annalisa Crannell, Kenneth I. Gross e James Morrow
- 2009: Michael Bardzell, David Pengelley e Vali Siadat
- 2010: Curtis Bennett, Michael Dorff e Allan J. Rossman
- 2011: Erica Flapan, Karen Rhea e Zvezdelina Stankova
- 2012: Matthew DeLong, Susan Loepp e Cynthia Wyels
- 2013: Matthias Beck, Margaret M. Robinson e Francis Su
- 2014: Carl Lee, Gavin LaRose e Andrew Bennett
- 2015: Judith Covington, Brian Hopkins e Shahriar Shahriari
- 2016: Satyan Devadoss, Tyler Jarvis e Glen Van Brummelen
- 2017: Janet Barnett, Caren Diefenderfer e Tevian Dray
- 2018: Gary Gordon, Hortensia Soto e Ronald Taylor Jr.
- 2019: Suzanne Dorée, Carl Lee e Jennifer Switkes
- 2020: Federico Ardila, Mark Tomforde e Suzanne Weekes
- 2021: Dave Kung, David Austin e Elaine Kasimatis